# Andreas Achenbach
Pour les articles homonymes, voir Achenbach.
Andreas Achenbach, né le 29 septembre 1815 à Cassel et mort le 1er avril 1910 à Düsseldorf, est un peintre, dessinateur et graveur paysagiste allemand.

## Biographie
Andreas Achenbach fut élève de Wilhelm von Schadow et de Lessing à Düsseldorf entre 1827 et 1835. Entreprenant de nombreux voyages en Hollande (en 1832, 1840, 1847 et 1851), en Scandinavie (en 1833 et 1839) et en Italie (en 1843 et 1845), il perfectionne lors de ses séjours sa technique du paysage. Installé à Düsseldorf en 1846, il fut très influent auprès de l'école de Düsseldorf dont il devint une personnalité majeure. Il est influencé par Louis Gurlitt.
Son frère, Oswald Achenbach, fut aussi peintre.
Il est inhumé au cimetière du Nord de Düsseldorf. L'ange de sa tombe a été sculpté par Karl Janssen.

## Galerie

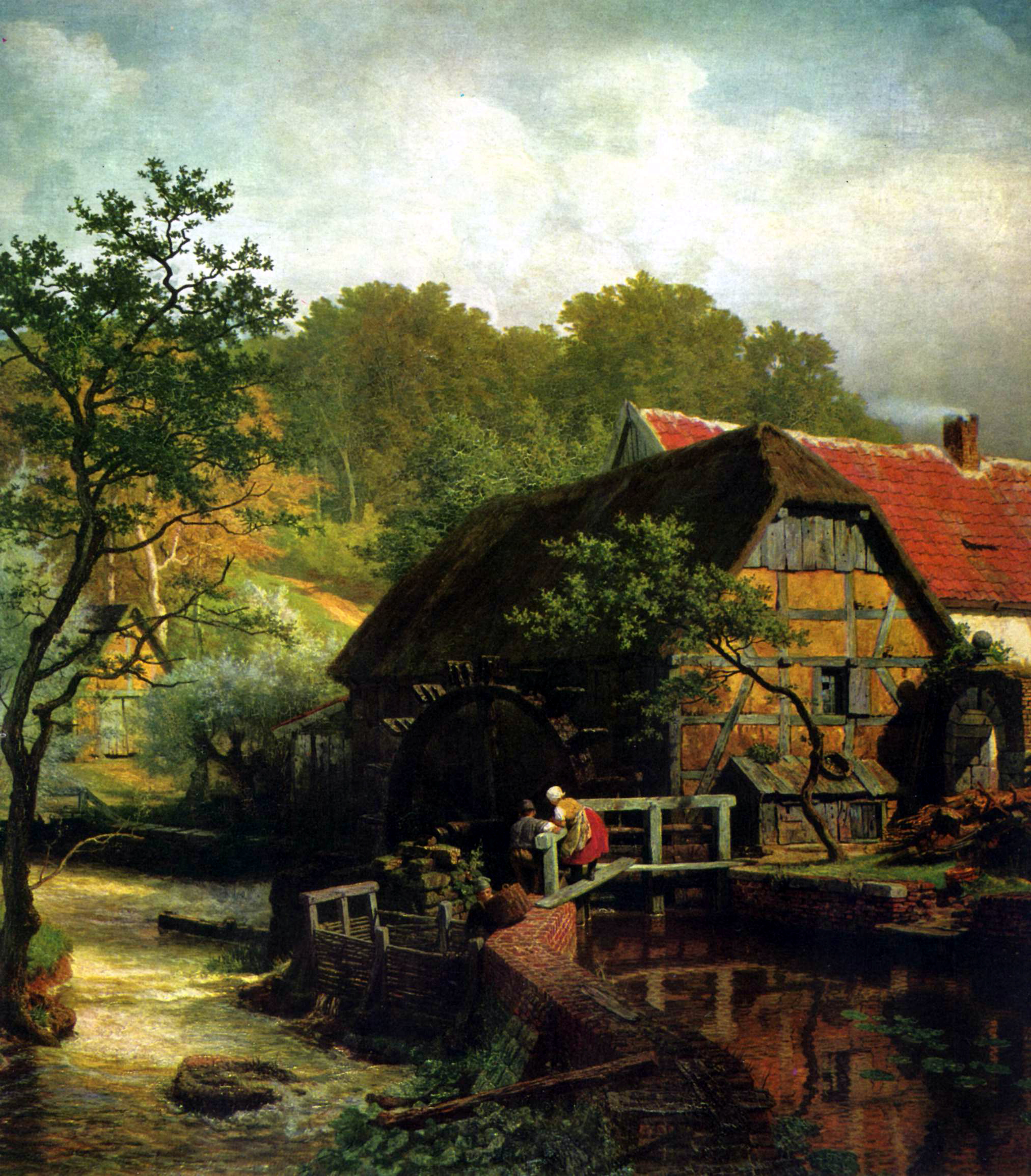
Huile sur panneau, 1863
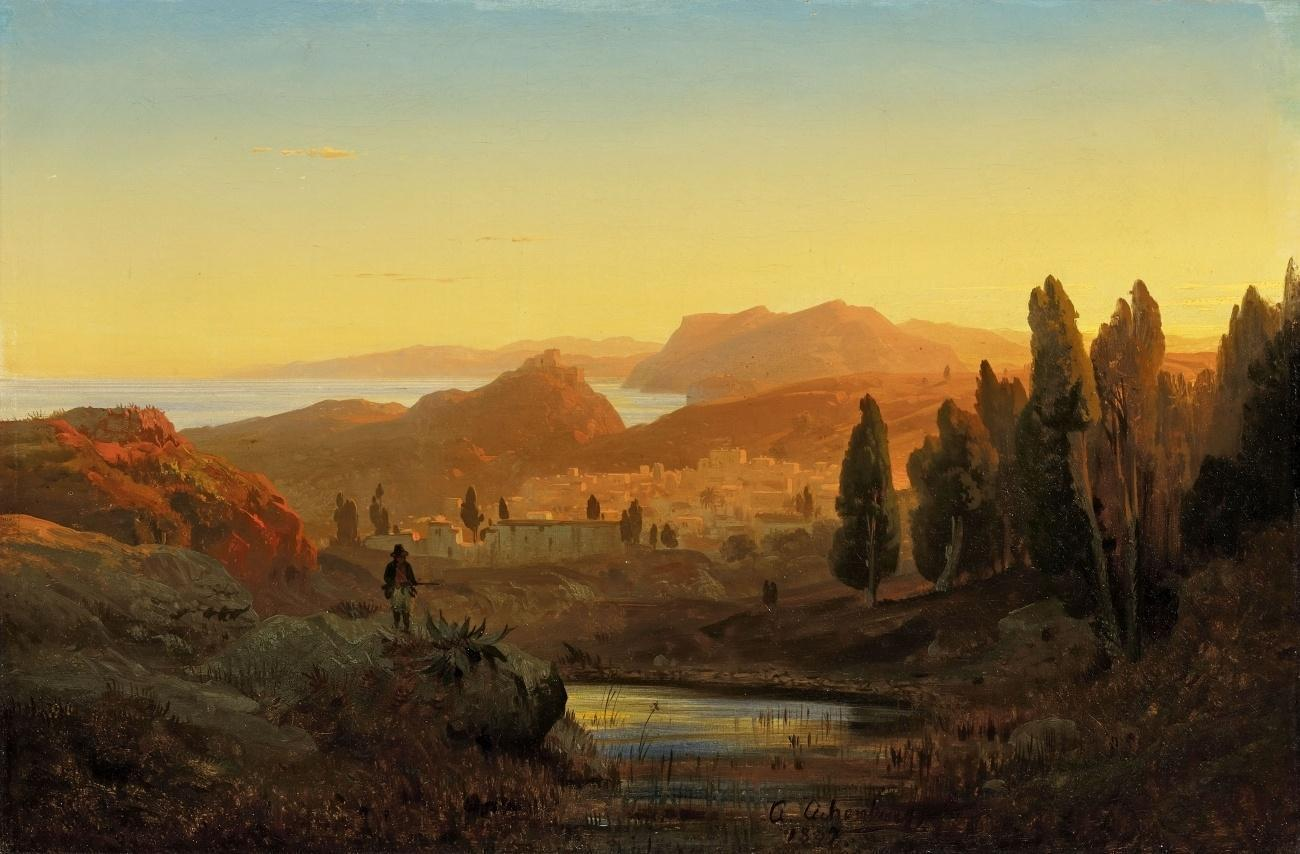
Paysage italien, 1847
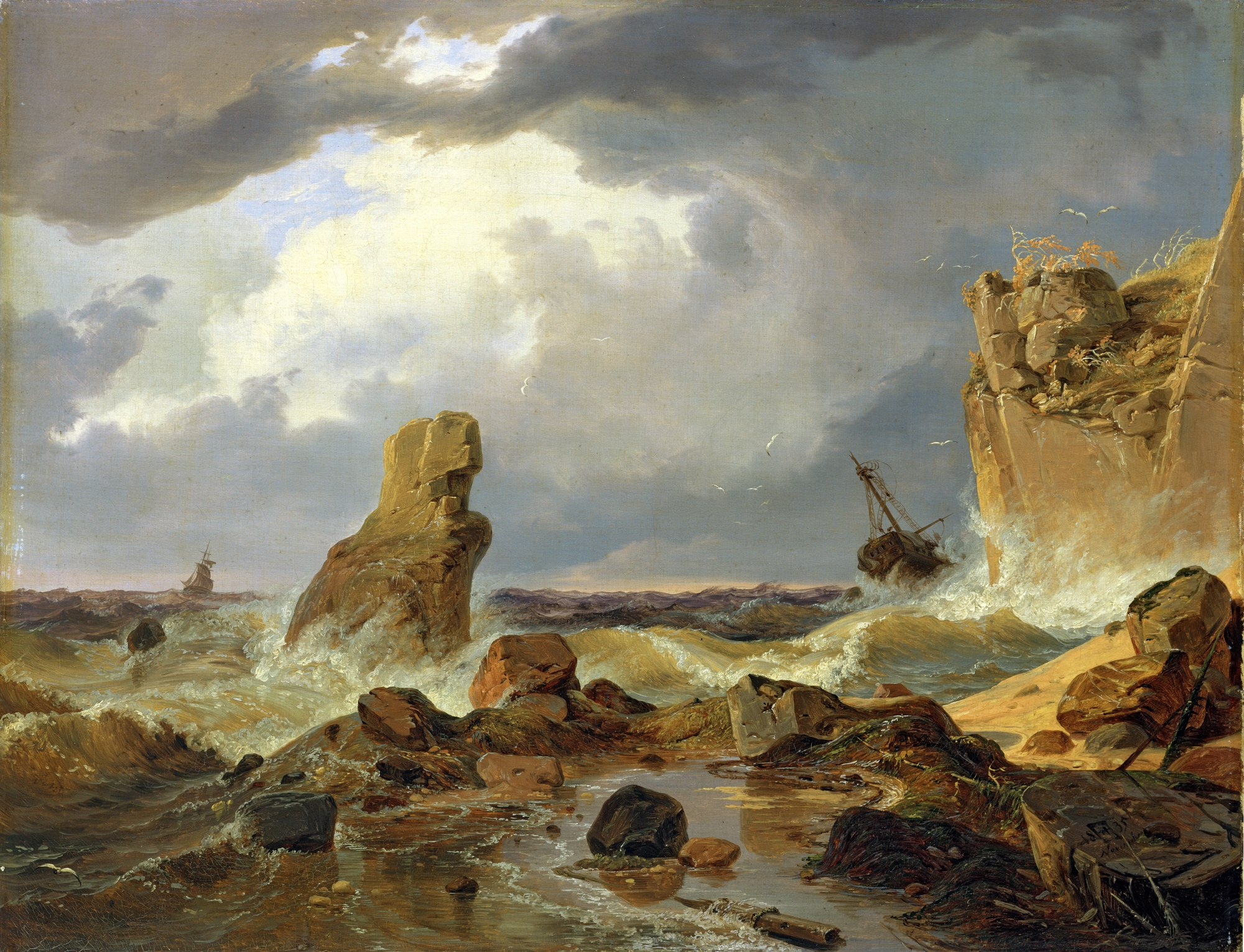
Huile sur toile vers 1835
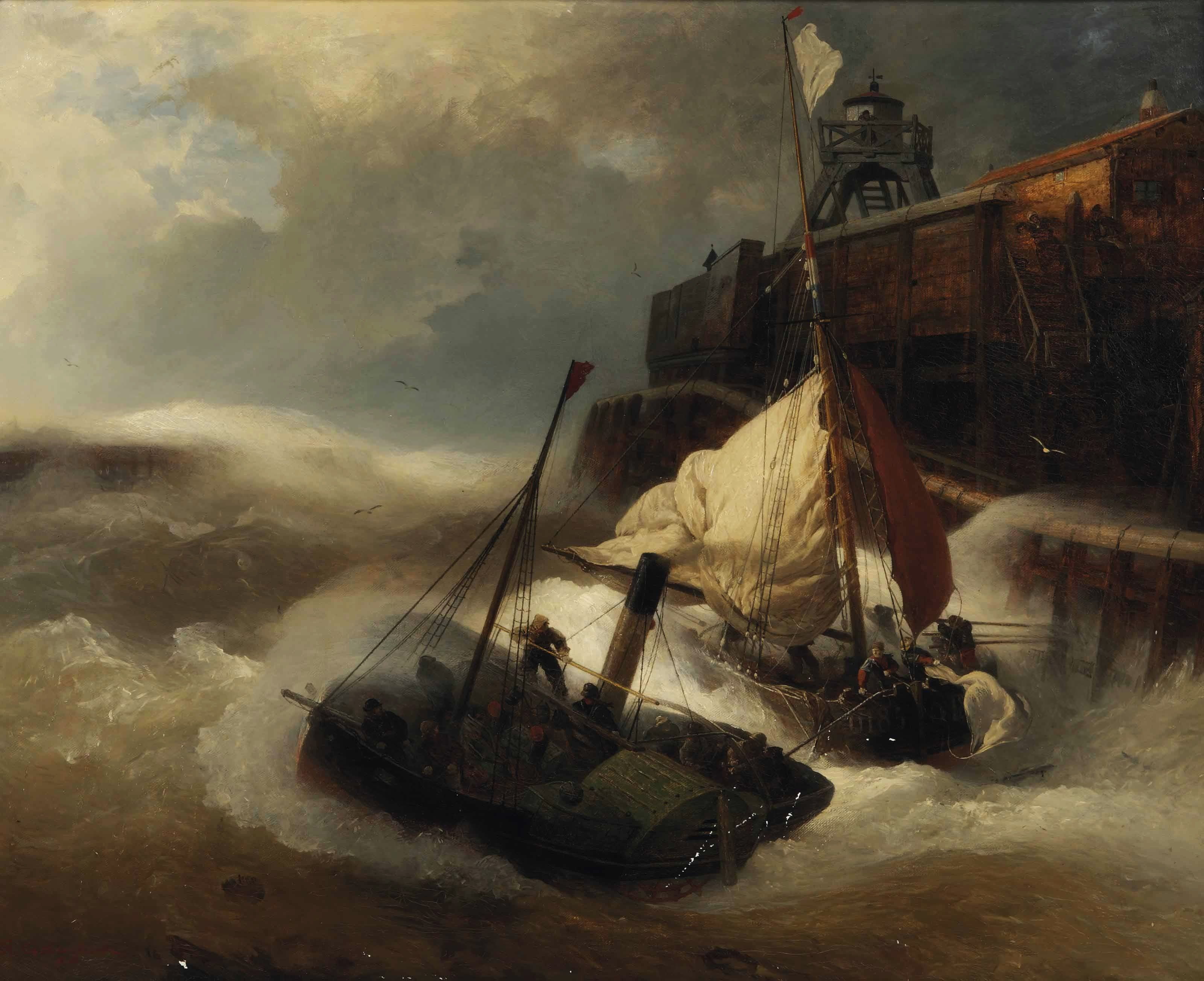
huile sur toile 1888
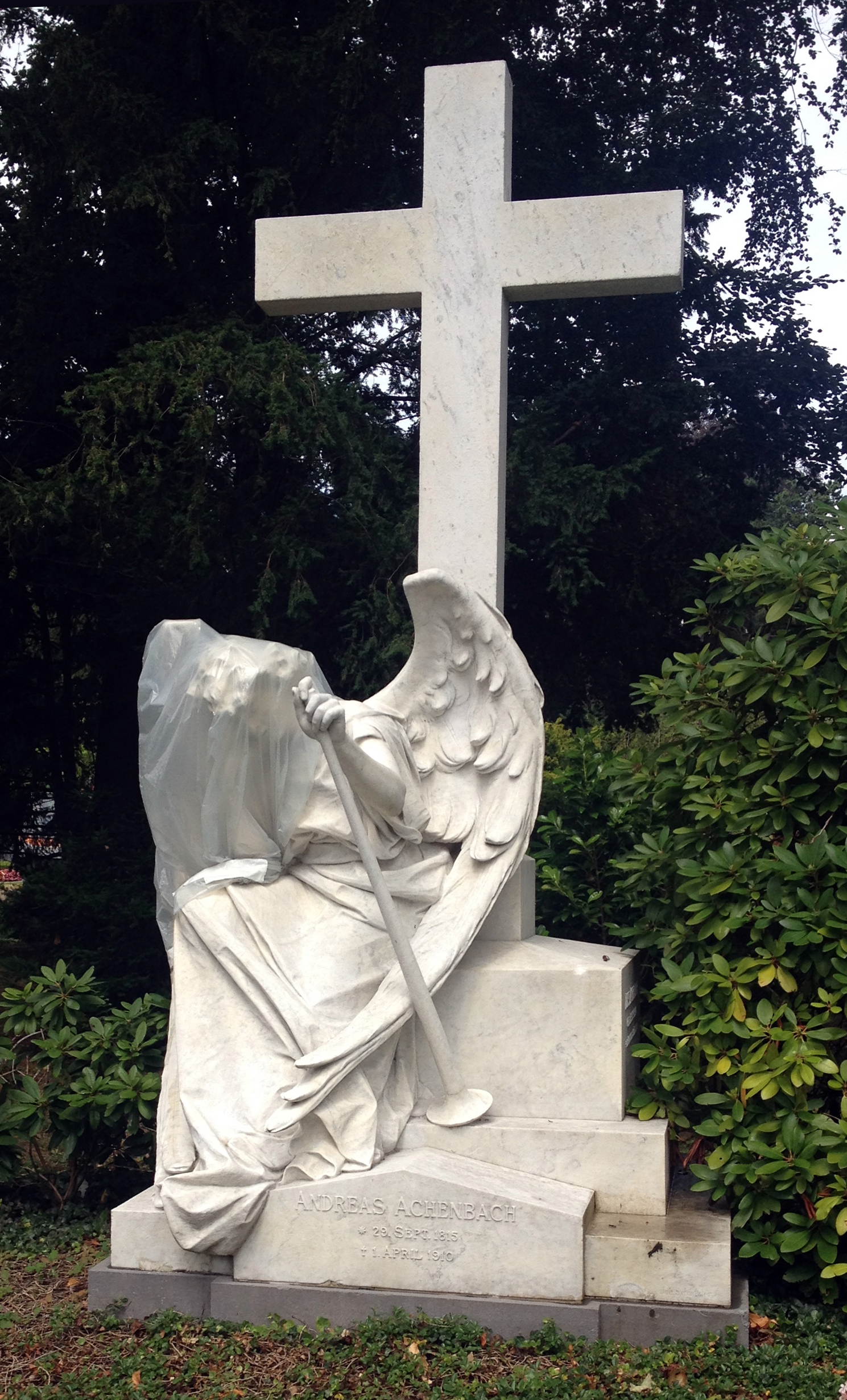
Tombe d'Andreas Achenbach.

Il participe à de nombreux salons et expositions : au salon de Munich de 1883 il reçoit la médaille d'or.

## Décorations
Andreas Achenbach est :
- Chevalier de l'ordre de Léopold (Belgique, 1848)[3].
- Chevalier de la Légion d'honneur (1864)